# USS 랭글리 (CV-1)
USS 랭글리(CV-1/AV-3)(영어: USS Langley)는 미국 해군의 최초의 항공모함이다. 석탄 운반선, 쥬피터 (USS Jupiter, AC-3)를 개조해서 만들었다. 랭글리는 후에 수상기모함으로 개조되었다.

## 석탄 운반선
쥬피터는 1911년 10월 18일에 캘리포니아주 발레이오의 메어 아일랜드 해군조선소에서 기공되었다. 1912년 8월 14일에는 토마스 F. 럼 부인의 후원을 받아 진수되어, 1913년 4월 7일 초대(初代) 함장인 조셉 P. 리브스의 지휘 아래 취역했다. 쥬피터의 자매선인 프로테우스, 키클롭스는 제1차 세계대전 중에 버뮤다 삼각지대에서 연락이 두절되었고, 다른 한 척의 자매선, 네레우스도 제2차 세계대전 중에 키클롭스와 같은 항로에서 연락이 두절되었다.
시험 항해 후, 미 해군 최초의 전기 추진선인 쥬피터는 캘리포니아주 샌프란시스코에서 해병대 분대를 승선시켜, 베라크루스 사건으로 긴장되어 있던 1914년 4월 27일, 멕시코의 시날로아주 마사틀란에서 태평양함대의 보고를 실시했다. 쥬피터는 태평양 연안에 머물다 10월 10일, 펜실베이니아주 필라델피아를 향해 출항했다. 도중 콜럼버스의 날에 파나마 운하에서 기념 경적을 울렸다. 쥬피터는 파나마 운하의 서쪽에서 동쪽을 통과한 최초의 함선이었다.
미국의 제1차 세계대전의 참전에 앞서, 쥬피터는 대서양 함대 원양 부대에 소속되어 대서양 및 멕시코만을 순항했다. 1917년 4월 6일, 버지니아주 노퍽에 도착해, 해군 해외 수송부대(Naval Overseas Transport Service, NOTS)에 배속된다. 1917년 6월과 1918년 11월에 프랑스로 화물 수송했기 때문에, 그 기간동안 석탄 운반은 중단되었다. 1919년 1월 23일에는 다시 노퍽에 귀항하여, 그 후 3월 8일에 프랑스의 브레스트로 향해 유럽의 해역에서 석탄 공급 임무를 수행했다. 8월 17일, 노퍽에 귀항하여, 서해안으로 이동, 그 후 1919년 7월 11일, 항모로의 개조가 승인되었다. 12월 12일 햄프턴 로즈로 이동, 1920년 3월 24일에 퇴역했다.

## 항공모함
쥬피터는 해상의 항공기를 운용한다는 아이디어를 적용하기 위해, 노퍽 해군 기지에서 미 해군 최초의 항공모함으로 개조됐다. 1920년 4월 11일, 천문학자이자 물리학자인 새뮤얼 피어폰트 랭글리의 이름을 따서 랭글리로 함명을 바꾸고, CV-1이라는 부호를 부여받았다. 1922년 3월 20일, 랭글리는 기장, 케네스 휘팅의 지휘 아래 재취역했다. 이 항모의 이름이 랭글리로 명명된 데에는, 오빌 라이트와 미국 정부의 대립이 한 몫 했다.
미 해군의 최초의 항공모함으로서, 랭글리는 수 많은 중요한 사건들을 겪었다. 1922년 10월 17일, 버질 C. 그리핀 중위는 최초의 비행기, 보우트 VE-7을 조종해 항모에서 발진했다. 비행기가 함선에서 발진한 일과 비행 갑판을 장착한 배가 랭글리가 처음은 아니었지만, 그리핀 중위의 발진은 미국의 기념비적인 일이됐다. 9일 후, 갓프레이 슈발리에(Godfrey Chevalier) 소령은 에어로마린 39를 조종해 최초로 함선에 착륙했다. 11월 18일, 휘팅 함장이 함선을 움직여, 항모 갑판에서 캐터펄트로 비행기를 날린 첫 비행사가 되었다.
랭글리는 1923년 1월 15일까지 카리브해에서 착함시험을 했다. 6월에는 워싱턴 D.C로 향해, 랭글리는 군의 고관 및 시민들의 눈 앞에서 과시했다. 6월 13일, 노퍽으로 귀환해, 같은 년 말까지 대서양 연안 및 카리브 해에서 군사 훈련을 했다. 1924년, 많은 연습과 전시회에 참여하였고, 여름에는 노퍽에서 선체를 수리했다. 같은 년 말에는 서해 연한으로 이동해, 11월 29일, 샌디에이고에 도착하여 태평양 전투 함대에 가세했다. 그 후 12년에 걸쳐서 캘리포니아 바다 및 하와이에서 실험, 파일럿 훈련, 함대 연습 등의 임무를 수행했다.

## 수상기모함

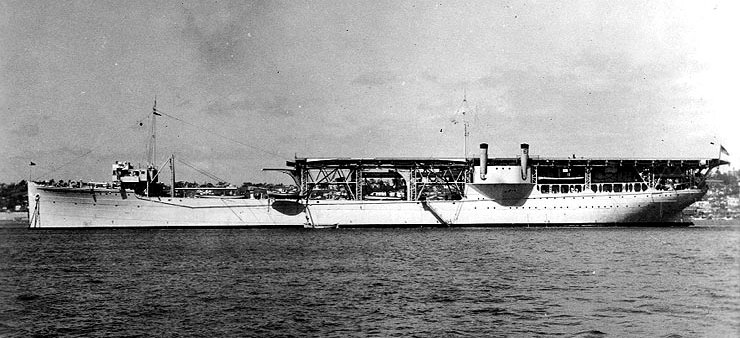
수상기모함 랭글리(AV-3)

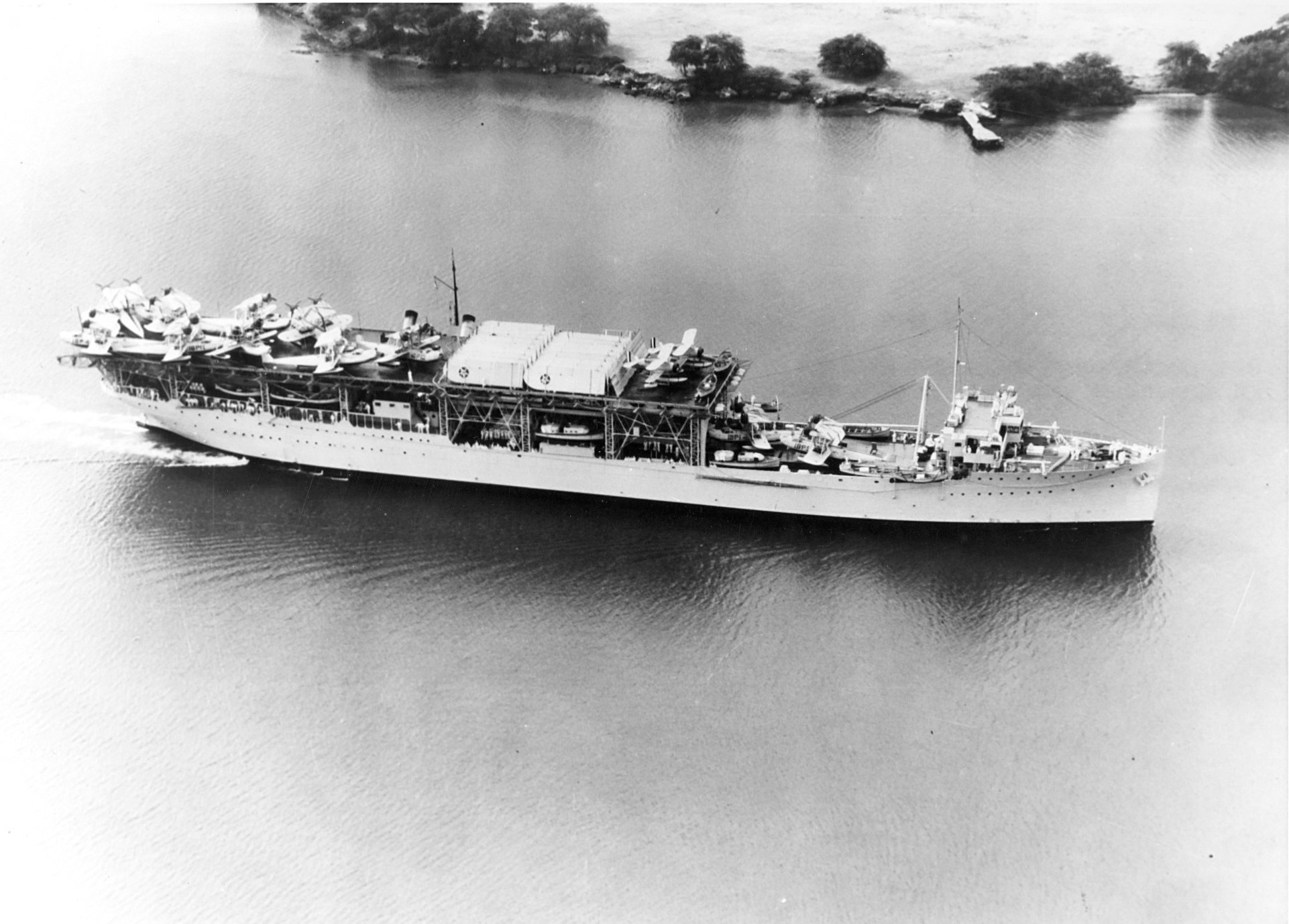
갑판 위의 가득한 수상기

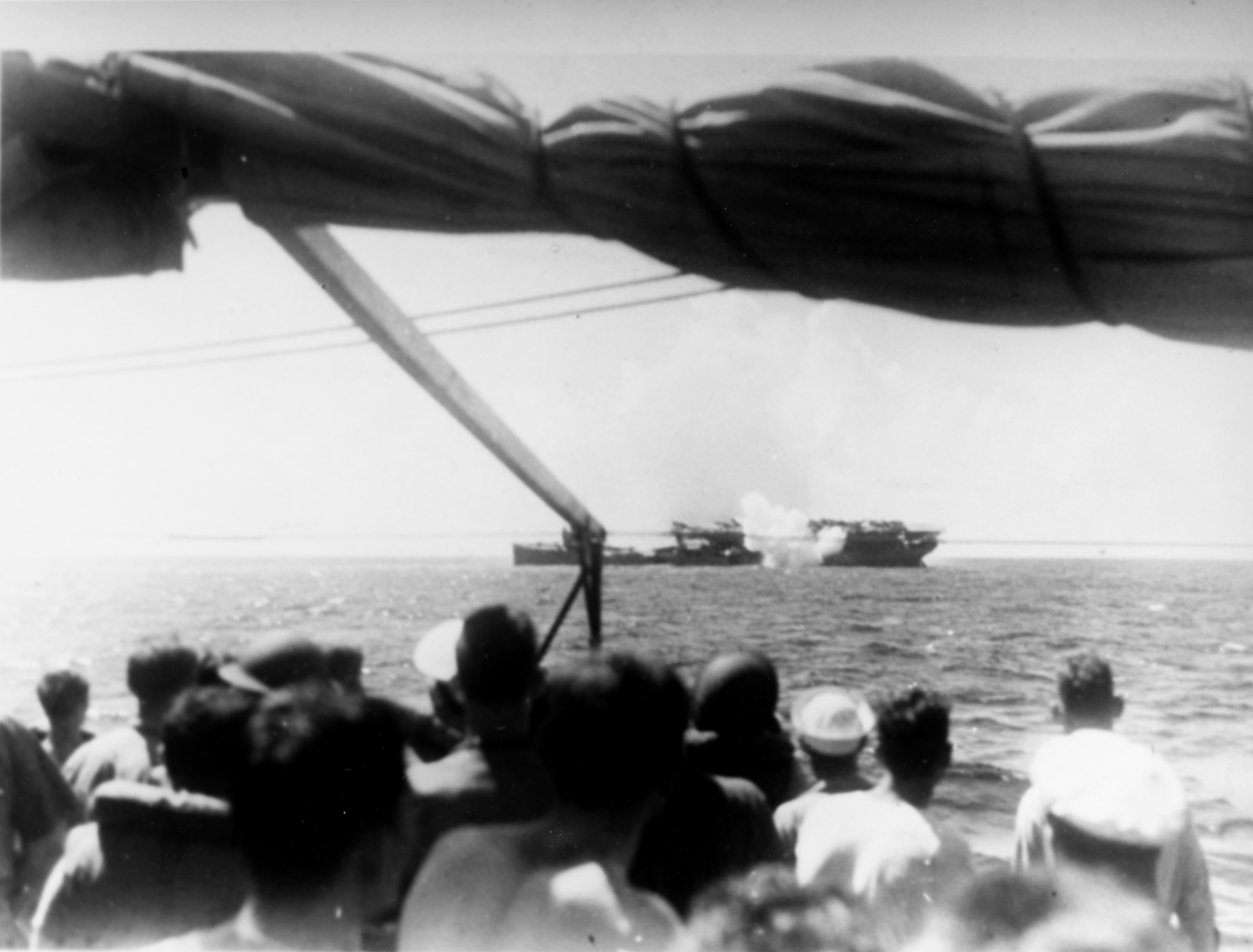
일본기의 폭격을 받고 있는 랭글리. (1942년 2월 27일)

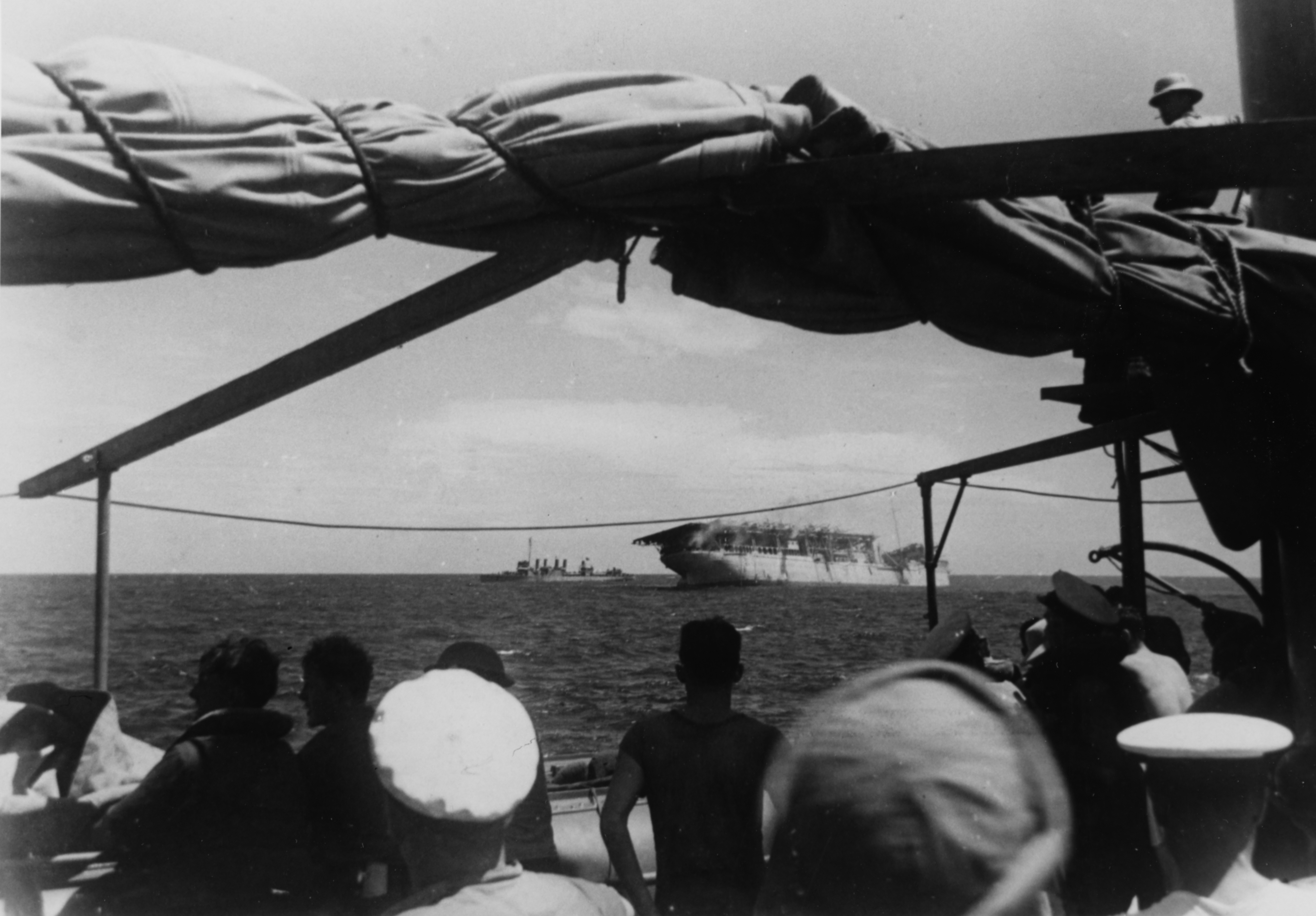
랭글리의 최후 (1942년 2월 27일)

1936년 10월 25일, 랭글리는 캘리포니아 주의 메어 아일랜드 해군조선소에서 오버홀 및 수상기모함으로 개조했다. 랭글리의 항공모함으로서의 역할은 끝났지만, 함에서 훈련된 파일럿들은 2기의 다른 항공모함(렉싱턴, 사라토가)으로 배속되어 중요한 역할들을 완수했다.
1937년 2월 26일, 랭글리는 수리를 완료하고, 4월 11일 AV-3 (수상기모함)로 함종을 변경했다. 항공기 정찰 부대에 배속되어, 시애틀, 시트카, 진주만, 샌디에이고에서 작전활동을 수행했다. 1939년 2월 1일부터 7월 10일까지 대서양 함대에서의 임무를 개시했고, 그 후 태평양 함대에 배속되어 9월 24일, 마닐라에 도착했다. 후에는 아시아 부대(United States Asiatic Fleet)에 배치되어, 비행정과 수상기가 수행하는 정찰 지원활동을 수행했다.。
1941년 12월 7일의 진주만 공격으로 태평양 전쟁이 발발했을 때, 랭글리는 필리핀의 카비테주에 정박했다. 랭글리는 다음 해 12월 8일 출항해, 보르네오섬의 발릭파판을 지나 호주의 다윈로 향하여, 1942년 1월 1일에 도착했다. 1월 11일까지 랭글리는 호주 해군의 대잠 초계에 협력했다. 그 후 랭글리는 일본군에 대항하여 네덜란드령 동인도에서, 아치볼드 웨벨(Archibald Wavell) 대장의 휘하로 결성된 ABDA 연합군(American-British-Dutch-Australian Command)에 배속되었다.
남방작전으로 일본군의 진격은 멈추지 않고, 이윽고 자와섬에도 공습을 하게 되었다. 연합군은 호커 허리케인과 브루스터 F2A 버팔로로 대항했지만, 일본에 무너졌다. 연합군은 한층 더 전투기를 바라고, 인도로 수송 도중에 커티스 P-40을 생산하기로 했다. 2월 22일, 랭글리는 원래 운용하던 커티스 P-40 32기를 탑재시켜, 실론행의 MS-5 선단과 함께 호주의 프리맨틀을 출항했다. 그 다음 해, 콘라드 헬프리히(Conrad Emil Lambert Helfrich) 중장은 P-40을 가능하면 빨리 수송하도록 지시했다. 그로 인해 랭글러는 같은 P-40을 수송하고 있던 화물선과 함께, 호위 없이 자와섬 남쪽 연안의 칠라찹으로 향했다가, 화물선과 랭글리는 멀어졌다.
5일 후인 2월 27일의 이른 아침, 랭글리는 마중 나온 구축함인 휘플 및 에드솔과 합류했다. 그 전후, 이미 발리섬에 진출하고 있던 타카오 해군 항공대의 일식육공이 함선을 공격하기 위해 섬에서 이륙했다. 11시 40분, 랭글리, 휘플, 에드솔의 3척은 발리섬 서쪽 368해리의 지점에서 일식육공 9기의 공격을 받았다. 그 3척은 폭격을 받음과 동시에 각각 다른 방향으로 분리되어 폭격을 회피하려고 했다. 첫 공격과 두 번째 공격은 실패로 끝났지만, 세 번째 공격으로 폭탄이 명중했다. 그 시간, 공격대는 육상공격용의 폭탄만 무장하고 있었지만, 그런데도 250 kg 폭탄 3발과 60 kg 폭탄 3발이 명중한 랭글리는 크게 파손돼, 배를 조종하기에 차질이 생긴다. P-40도 폭탄을 맞아서 차례차례 불덩어리가 되고, 때마침 강풍으로 불을 끄기에도 어려움을 겪었다. 기관실도 침수해, 랭글리를 지금 관점에서 보았을 때 칠라찹 만의 뒤쪽으로 이동할 수 없었다고 볼 수 있다. 휘플과 에드솔 중 한 쪽이 랭글리의 피폭을 암호를 사용하지 않고 발신했다. 그것을 수신한 공격대는 적 전투기의 내습을 경계해, 빠른 속도로 전장을 향했다. 공격대보다 먼저 발진한 영식 함상 전투기 한 부대는, 불타고 있는 랭글리를 발견하여 기관총을 발포했다.
랭글리는 운항하기 곤란한 상황이 되어, 오후 1시 32분에 이르러서야 아군 함대가 도달했다. 랭글리를 처리하기 위해 휘플이 4인치 함포 9발과 어뢰 2발을 발사해, 랭글리는 칠라찹의 남쪽 120 km 해상에서 침몰했다. 랭글리의 승무원은 휘팅과 에드솔에 구조되어, 급유함 페코스에 옮겨졌지만, 3월 1일 페코스도 나구모 츄이치 중장이 인솔하는 기동대의 공습으로 격침되었기 때문에, 랭글리의 승무원도 많이 사망했다.
한편, 랭글리를 공격한 항공대의 지휘관이 랭글리의 공습을 보고했지만, 상부는 그 보고를 믿지 않고, 「항공모함 한 척 격파」라고만 결론을 지었다. 또, 앞의 전문을 감청하고 있던 일본군은, 공격받은 함이 랭글리라고 추측했지만, 1월 8일에 잠수함 I-25이 존스턴섬 근해에서 「격침」 당한 것이 랭글리다 라고 대본영 발표로 알려지기 전까지 진짜 랭글리는 「특설 항공모함」으로 알려졌다.